# Shō Shishō
Shō Shishō (尚思紹王 1354 - 1421) là vua đầu tiên của nhà Sho thứ nhất sau khi con ông Sho Hashi nổi dậy lật đổ Bunei năm 1406. Sau khi ông mất, con ông là Sho Hashi nối ngôi năm 1422 và thống nhất Okinawa lập nên vương quốc Ryukyu.